# ユリア (ガイウス・ユリウス・カエサルの娘)

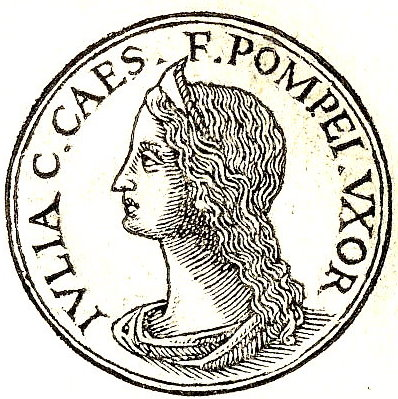
ユリア・カエサリス

ユリア・カエサリス（ラテン語: Julia Caesaris, 紀元前83年/紀元前82年 - 紀元前54年）は、共和政ローマ時代の人物で、ガイウス・ユリウス・カエサルの娘、グナエウス・ポンペイウスの4番目の妻である。

## 生涯
ユリア・カエサリスはカエサルを父、ルキウス・コルネリウス・キンナの娘コルネリア・キンナを母として、紀元前83年または82年にローマ市内で生まれた。紀元前81年、ユリアが1歳（または2歳）の時、父は母との離婚を命じた独裁官ルキウス・コルネリウス・スッラに逆らったため逆鱗に触れ、小アジアへと左遷された。紀元前78年にいったん父はローマへ帰還するが、すぐに勉学や軍務のためにローマを離れたため、ユリアは主に母と祖母アウレリア・コッタによって育てられたが、紀元前69年に母が死去した（祖母アウレリアは紀元前54年に死去）。
ユリアは人（特に女性）を惹きつける魅力を持っていたと伝えられ、当時クィントゥス・セルウィリウス・カエピオ
と婚約していたが、父はポンペイウスとの政治同盟（第一回三頭政治）を形成する際の繋がりを強固にするために、カエピオとの婚約を解消し、ユリアをポンペイウスに嫁がせることに決めた。
ポンペイウスはユリアより20歳以上も年上であったが、ポンペイウスとユリアの夫婦関係は極めて良好であり、特にポンペイウスはユリアへ夢中であった。ローマ市民はポンペイウスが若い妻との家庭生活に溺れて、政治に興味を失ったと考えた。事実、ポンペイウスはヒスパニア属州の総督であったが、ルキウス・アフラニウスらに現地での統治を任せ自らはローマに滞在した。
紀元前55年にユリアは妊娠していたが、次の年のアエディリスを決める選挙の際の騒乱で血を浴びたポンペイウスの衣服を見たユリアは衝撃を受けて、初産は流産に至った。紀元前54年にユリアは再び妊娠して女児を出産したが、ユリアはその後の産褥で死去し、生まれたばかりの女児も数日後に後を追うように死去した。この時、カエサルはブリタンニア遠征の最中であった。
ポンペイウスはユリアを自らの別荘があるアルバ・ロンガで葬儀を行おうとしたが、ユリアを愛していたローマ市民はカンプス・マルティウス（マルスの野）へユリアの遺体を運び、ユリアを追悼した。なお、カンプス・マルティウスでの火葬はローマ人にとっては名誉であり、スッラやカエサルも同地で火葬されている。
ユリアの死はポンペイウスとカエサルの間に亀裂をもたらし、翌紀元前53年に両者の同盟者であったマルクス・リキニウス・クラッススのパルティア遠征での戦死が決定的なものとした。ユリアの死から5年後の紀元前49年からユリアの父と婿の間で内戦が行われることとなった。紀元前46年にカエサルは凱旋式にてユリアへの追悼として剣闘士興行を行った。